# Titani(II) bromide
Titan(II) bromide là một hợp chất vô cơ có công thức hóa học TiBr2. Nó là một chất rắn màu đen giống mica. Nó có cấu trúc cadmi(II) iodide, có các tâm Ti(II) bát diện. Nó được tạo ra bằng phản ứng của các nguyên tố thành phần:
Ti + Br2 → TiBr2
Hợp chất này phản ứng với caesi bromide để tạo ra hợp chất có cấu trúc mạch thẳng CsTiBr3.

## Hợp chất khác
TiBr2 còn tạo một số hợp chất với NH3, như TiBr2·½NH3 là chất rắn màu đen, TiBr2·4NH3 là chất rắn màu xám lục hay TiBr2·6NH3 là chất rắn màu đen.